# F-1 Hero MD
F1 Hero MD (F-1 ヒーローMD?) es un videojuego de Fórmula 1 respaldado por Satoru Nakajima que se lanzó en 1992 para Mega Drive/Genesis, Nintendo NES y Nintendo Game Boy. Las versiones norteamericanas y europeas del juego se conocen como Ferrari Grand Prix Challenge en referencia a Ferrari, específicamente a su equipo de Fórmula 1.

## Jugabilidad

### Mega Drive/Genesis
La versión Mega Drive del juego incluye un modo  Grand Prix, un modo gratuito  práctica y un  modo contrarreloj. Los nombres del equipo y de los jugadores son similares a los reales sin violar las leyes derechos de autor. Uno o dos jugadores pueden competir y el juego tiene un método contraseña para guardar el juego. Además de las pistas tradicionales utilizadas en la temporada de Fórmula 1 de 1991, el jugador también puede jugar en pistas de carreras adicionales. Autopolis, Fuji Speedway, un  curso de entrenamiento ovalado, y un traicionero  road course diseñado originalmente por los programadores del videojuego utilizado en la versión japonesa.
Es uno de los tres juegos de Mega Drive que admite el controlador analógico AX-1E.
La versión norteamericana usa la ubicación anterior del Gran Premio de Long Beach, el Circuito de autos deportivos de Mid-Ohio,  Oyster Bay (como el nombre de la pista ficticia), y el Indianapolis Motor Speedway como sustitutos específicos estadounidenses de las pistas consideradas "locales" para los japoneses. Sin embargo, los gráficos utilizados para los fondos son idénticos entre sí en ambas versiones del juego. Además, los nombres de los equipos se modificaron para que Scuderia Ferrari se nombrara explícitamente para que coincidiera con el título del juego localizado, y los campos reflejaban la temporada 1991 en lugar de la temporada 1992 que tenía la versión japonesa.

### NES y Game Boy
El título Ferrari Grand Prix Challenge también fue adaptado para Game Boy y Nintendo Entertainment System. Fue desarrollado por System 3 y publicado por  Acclaim en Norteamérica y Europa. Coconuts Japan publicó el juego en Japón con el título Ferrari (フェラーリ?).
La versión del juego Nintendo Entertainment System es una versión simplificada que permite a los jugadores practicar hasta seis vueltas o clasificarse para cada carrera de Fórmula 1 de la temporada usando unidades métricas (kilómetros por hora en lugar de millas por hora). Fue uno de los pocos videojuegos de Fórmula 1 de 8 bits que representa adecuadamente el Circuito Gilles Villeneuve como si tuviera un trasfondo urbano junto con varias otras pistas de carreras urbanas representadas en la Temporada de Fórmula 1 de 1990 con la excepción que el Circuito de Catalunya se presenta en esta versión como la ronda de España, aunque el Jerez acogió el Gran Premio de España de 1990. Es posible que se desgasten las llantas, lo que resultará en viajes al equipo de boxes para mantenimiento y reparaciones. Una radio permite la comunicación con el jefe de equipo; le informará si es necesario realizar reparaciones. La velocidad máxima del vehículo es de 335 kilómetros por hora y turbo no se usa en el juego.
Antes de que pueda tener lugar la primera sesión de clasificación, el jugador debe insertar su nombre y su nacionalidad. El nombre puede tener hasta 10 caracteres y el país debe caber en un campo de tres caracteres. Dado que el juego no verifica si el código de tres letras coincide con una nacionalidad real, no importa si el jugador inventa una nacionalidad para un país ficticio.